# Кајс
Кајс ʿАјлāн (арапски: قيس عيلان‎), често се једноставно називају Кајс (такође се изговара и као Каис, Кајсити) су били арапска племенска конфедерација која је била разграната из Мудхарског огранка Аднанита. Изгледа да племе није функционисало као јединица у предисламској ери. Међутим, под раним Омејадима, његова конститутивна племена су се спојила у једну од главних трибо-политичких фракција калифата.
Главна конститутивна племена или племенске групе Кајс су Хавазин, Бану 'Амир, Бану Такиф, Бану Сулајм, Бану Гани, Бахила и Бану Мухариб. Многа од ових племена или њихови кланови су мигрирали са Арабијског полуострва и успоставили себе у северној Сирији и Горњој Месопотамији, који су трајно постали њихова пребивалишта. Одатле су владали у име калифа или се побунили против њих. Снагу Кајс-а као јединствене групе је смањио успон Абасидског калифата, који није вукао своју војну снагу искључиво из арапских племена. Без обзира на то, појединачна Кајси племена су остала снажна сила, а нека су се преселиле у северну Африку и Иберију где су изградила сопствену моћ.

## Име и родословље
Пун назив племенске конфедерације је Кајс'Ајлан или Кајс ибн'Ајлан, мада се најчешће означава једноставно као Кајс; повремено у арапској поезији, где се назива искључиво као'Ајлан. Чланови Кајс-а се називају ел-Каисјун (једнина, Кајси), који се транслитеришу у изворима на енглеском језику као "Qaysites" или "Kaisites". Као етнополитичка група, припадници конфедерације Кајс су били упућени у савременим изворима као ел-Кајсијја. За разлику од већине арапских племена, извори ретко користе израз Бану (синови) када се позивају на потомке Кајса.
Кајс је имењак и прогонитор (праотац) конфедерације, а традиционална арапска родословија сматрају да је отац Кајса био сигурано "Ајлан". Према родословима, "Ајлан" је заправо био епитет Ел-Нас-а, сина Мудар ибн Низар ибн Ма'ад ибн Аднана. Теорију да је Ајлан отац Кајса одбија Ибн Халдун (у. 1406), средњовековни историчар арапских племена, а индиректно одбијају други средњовековни арапски историчари. Уместо тога, Ибн Халдун тврди да је "Кајс Ајлан" епитет ел-Нас ибн Мудар ибн Низар ибн Ма'ад ибн Аднана. Ови историчари држе различите теорије о пореклу "Ајлан" дела епита; међу њима је то да је "Ајлан било име познатог коња Ел-Наса, његовог пса, његовог лука, планине за коју је речено да је рођен, или човека који га је подигао.
Кајс је био један од два огрнка групе која се звала Мудар, а други Хиндиф (познат и као ел-Јас). Као потомци Мудара, припадиници огранка Кајс су се сматрају Аднанитима или "Северним Арапима"; Арапска традиција трага за пореклом свих арапских племена или Аднан или Кахтан, отац "Јужних Арапара". Пред саму појаву ислама средином VII века, потомци Кајса били су толико бројни и толико значајни за групу да се израз Кајси упућивао за све северне арапске земље.

## Огранци
Племе Кајс се састојало од неколико грана, које су биле подељене на друга под-племена. Првобитна подела састојала се од његових потомака, т. ј. синови Ајсан Кајса, а то су били Хасафа, Са'д и Амр.

### Хасафа
Од Хасафа воде порекло велика племена Хавазина и Бану Сулајма, чији су оснивачи били синови Мансур ибн Икрима ибн Хасафа, и племе Бану Мухариб, чији је оснивач био син Зијада ибн Хасафа. Хавазин је била велика племенска група која је укључивала неколико великих под-племена. Међу њима су били племе Бану 'Амир, чији је прогенитор био' Амир ибн Са'са 'ибн Му'авија ибн Бакр ибн Хавазин, и племе Бану Такиф, чији је прогенитор Каси ибн Мунаббих ибн Бакр ибн Хавазин. Међутим, референце за Хазазин су често искључивале племена Бану 'Амир и Бану Такиф, и биле су ограничене на ујз Хавазин (задња страна Хазазина). Други су обухватали племена Бану Џушам, Бану Наср и Бану Са'д, чији су оснивачи били синови или унук Бакр ибн Хавазина. Бану Сулајм је подељен на три главне дивизије, Имру 'ел-Кај, Харит и Та'лаба.

### Са'д
Са'дови синови А'сур и Гатафан су створили по неколико под-племена. Највише под-племена А'сура су племена Бану Гани, чији је оснивач био син А'сура и Бану ел-Туфава, који се састојало од потомака тројице других синова А'сура, Та'лабе, Амира и Му'авије, који су били полубраћа Гана; они су колективно тако прозвани након своје мајке, ел-Туфаве. Бахила је била друга велика грана под-племена А'сурја, а његови оснивачи су били синови извесне Бахиле, која је у различито време била супруга двојце А'сурових синова, Малика и Ма'на; било је много кланова Бахиле, а највећи су били Бану Кутајба и Бану Ва'ил.
Највећа под-племена Гатафана била су Бану Дубјан и Бану 'Абс, оба чији су оснивачи били синови Багид ибн Рајт ибн Гатафан и Бану Ашја, чији је оснивач био син Рајт ибн Гатафана. Од Бану Дубјана настао је Бану Фазара, чији је оснивач био син Дубјана, и Бану Мурра, чији је оснивач био син Авф ибн Са'д ибн Дубјана.

### 'Амр
Два главна под-племена Амр огранка су Адван и Фахм, који су основали синови Амра.

## Географска расподела
Према арапској легенди, изворна домовина племена Кајси била је у ниским долинама Тихамаха дуж Хиџаза.У време Мухамеда (око 570. године), бројне гране Кајса су се прошириле на подручја југоисточно и североисточно од Меке, регије Медине, и другим подручјима у Хиџазу, високим подручјима Наџда и Ел Јамамаха, Источне Арабије, и на делове Доње Месопотамије где је владао Бану Лакхм. Као и друге арапске групе, бројна Кајси племена су мигрирала на север током и након муслиманских освајања. Кајси племена су се ширила широм Сирије и Месопотамије, посебно у северним деловима тих подручја у провинцијама Кинасрин (око Алепа) и Дијар Мудар. Међутим, они су такође имали присуство око места као што су Хима, Дамаск, Гута и Хавран, Голанска висораван, Палестина, Трансјордан (ел-Балка), и у градовима Куфа и ел-Басра.
До 14. века остали су само остаци племена Кајси у њиховој централној арапској родовској земљи. Велики број припадника племена Кајси створио је своја станишта у северној Африци у низу миграционих таласа. Међу њима су били Бану Сулајм у Ифрикији и Фес, "Адван у Ифрикији, Фазара и Бану Равах у Киренајки, Триполитанија и Фезан, Бану Ашја" у Алжиру и Мароку, Бану Хилал (под-племе Бану ' Амир) у Ифрикији, Константин и Анабу и Бану Џушам у Мароку.

## Историја

### Птредисламски период
Према А. Фишеру, забележена историја Кајса, као и већина арапских племена, почиње његовим ангажманима у предисламским ајам ел-'Араб (борбеним данима Арапа), које Фишер назива "епиком Арапа" . Кајси племена су била укључена у бројне битке и освете, од којих су неке биле против племена које нису из Каисија, али велика већина су били сукоби унутар Кајсија. Историчар В. Монгтомери Ват сматра да су у историји Ајјам ел-Араба имењнована само поједина племена Кајси, а ређе већа конфедерација. Сходно томе, Кајс није функционисао као јединица у предисламској ери. Међу најпознатијим Ајјам борбама била је Јавм Ши'б Џабала између Кајси 'Амира,' Абса, Ганиа, Бахила и Баџила с једне стране и Кајси Дубјана и не-Кајси племена Тамим, Лакхм, Кинда и Бану Асад на другој страни. Дуги рат Дахиса и Ел-Габре водио се се између "Абса и Дубјана".Као и друга централна арапска племена, Кајс су били део Киндитског краљевства.

### Рани исламски период
У почетку, племена Кајси су била непријатељска према Мухамеду и његовим исламским учењима, која су се сукобљала с њиховом паганском религијом.Гатафан и Сулајм, посебно, били су у сукобу са муслиманима у Медини између 622. и 629. године.Међутим, под-племе Гатафана по имену Ашји је остварило савез са муслиманима 627. године.До 630. године, Сулајм и Ашја су у великој мери прихватили ислам и подржали Мухамедово освајање Меке 630. године.Ова племена убрзо су се борила против својих Хазазинових рођака. У време Мухамедове смрти 631. године, сва племена Кајси су вероватно преверена у ислам, али након његове смрти, многи, ако не и највише су се одметнули и борили се против муслимана у ратовима Рида.Најактивније племе Кајси које се борило против муслимана било је Гатафан, које је неколико пута покушало да заузме Меку пре него што се придружило анти-исламском вођи Тулахи из Бану Асада.Паганска арапска племена коначно су поражена у бици код Бузаке, након чега су се поново вратила на ислам и потчинила муслиманској држави са седиштем у Медини.

Након ратова Рида племена Кајси играју важну улогу у муслиманским освајањима Персије и Леванта под ел-Мутана ел-Шајбанијем.Током владавине калифа Утмана (644—656), муслимански гувернер Сирије Муавија I доводио је бројне припаднике Кајси племена из племена као што су Бану Килаб-а, Бану Укајл-а (оба под-племена Бану-Амира) и Сулајма-а да би населили Горњу Месопотамију, северну Сирију и гранични регион са Византијским царством и Јерменијом. Припадници племена Кајс су се у великој мери борили на страни Алија против Муавије у бици код Камиле и бици код Сифина 656 и 657.

### Омејадски период
Муавија I је основао Омејадски калифат 668. Између тог периода и колапса Омејада у 750, Кајс је формирао једну од главних политичких и војних компоненти калифата.Њихов главни супарник била су племена Јамани, предвођена Бану Калбом. Осим конкуренције за политичку, војну и економску моћ, постојала је етничка компонента која је дефинисала ривалство Кајс-Јаман; Кајс су били "северни Арапи", док су Јамани били "јужни Арапи".Муавија и његов син и наследник Јазид, су се војно и политички ослањали само на Калба што је доводило до беса припаднике племена Кајс.Када су Јазид и његов наследник Муавија II умирали у релативно брзој сукцесији на престолу 683 и 684, Кајс је одбио да призна власт у Омејада. Калб и њихови савезници Јамани су у суштини одабрали Марвана I као наследника Муавије II, док су се Кајс углавном придружили побуњеничком покрету који је предводио Абдулах ибн ел-Зубајр.Борба коју су касније водила, племена Кајси "Амир, Сулајм и Гатафан под ел-Дахак ибн Кајс ел-Фихриом био је сукоб где су се борили Марван I и фракција Јамани у бици код Марџ Рахита 684. године.Кајс су јасно одредили свој даљи пут, што је довело до неколико година међусобних упада против Кајс-а и Јаман-а. 
Након Марџ Рахита, Кајс је дошао под руководство Зуфара ибн ел-Харит ел-Килабија и Умајр ибн ел-Хубаб ел-Суламија.Из њихових властитих тврђава у Ел-Каркисија и Рас ел-Ајн су се стрпљиво борили против Јамана и одупирали су власти Омејада. Већина битака против Калба водила се у пустињи између Сирије и Ирака. Умајр је такође упетљао Кајс против Бану Таглиб-а, а две стране су се бориле у неколико битака у близини река Хабур, Балих и Тигар. Умајр је убијен од стране племена Таглиб 689, а Зуфар је признао власт Омејадског калифа Абд ел-Малика 691. године, у замену за високо место на двору Омејада. Кајс су били јаки следбеници моћних омајадских гувернера ел-Хаџаџ ибн Јусуфа од Такифа и Кутајба ибн Муслима из Бахиле. Припадници племена Кајс су доминирали за време владавине Омејада током владавине Јазида II и Валида II. Као резултат, Јаман је побуњен и убио је Валида II, кога је тада заменио Јазид III, који је у потпуности зависио од Јамана. Кајс је пронашао новог покровитеља у виду омејадског принца Марвана II, који је узурпирао калифат од Јазида III и преселио престоницу Омејада из Дамаска у Харан на територији Кајси племена. Чланови племена Кајс чинили су Марванов главни извор војне снаге у бици код Заба 750, у којој је Марван убијен; убрзо након тога, Омејадско подручје је у потпуности пало под власт Абасидског калифата. Припадници племена Кајс нису били у стању да се опораве од огромних губитака које су претрпели током касног омејадског периода, а њихова политичка улога, иако присутна, није била значајан чинилац током наредне ере Абасида.